# المنفيون
المنفيون (بالإنجليزية: Exiles)‏ مسرحية من تأليف الكاتب الأيرلندي جايمس جويس. نُشِرَت المسرحية للمرة الأولى في 25 مايو من العام 1918، تستند حكايتها على قصته القصيرة «الموتى»، المنشورة في «ناس من دبلن»، والمسرحية تُعدُّ أسوأ أعمال جويس الأدبيَّة، سواء من الناحية النقدية أو من ناحية الاستقبال الشعبي، ولا يكاد يماثلها في درجة الفشل من أعمال جويس سوى مجموعته الشعرية «موسيقى الحجرة». قدَّم جويس المسرحية إلى ويليام بتلر ييتس كي تُعرَض في مسرح آبي، ولكنَّه رفضها، والعرض المسرحي الرئيسي كان في 1970 في مسرح ميرمايد بإخراج هارولد بنتر. تُماثل المسرحية في بنائها مسرحيات الكاتب النرويجي هنريك إبسن، ويقترح النُّقاد أنَّ جويس كان يحاول تقليد إبسن في واحدٍ من أولى أعماله الأدبية.